# Isterberg
Isterberg község Németországban, Alsó-Szászországban, Bentheim-Grafschaft járásban. Lakosainak száma 614 fő (2023. december 31.).

## Földrajza
Isterberg Bad Bentheim és Quendorf községekkel határos.